# 杨建德
杨建德（1963年4月—），男，汉族，重庆人。中华人民共和国政治人物，中国民主促进会会员。第十二、十四届全国政协委员，第十三届全国人大代表。

## 生平
2018年2月24日，当选为第十三届全国人大代表。